# جک کیلپاتریک
جک کیلپاتریک (انگلیسی: Jack Kilpatrick; ۷ ژوئیهٔ ۱۹۱۷ – ۱۸ دسامبر ۱۹۸۹) بازیکن هاکی روی یخ اهل بریتانیا بود.